# René Boivin
Pour les articles homonymes, voir Boivin.
Ne doit pas être confondu avec René Boyvin.
René Boivin  est à la fois le nom d’un joaillier français (1864-1917) et de la maison homonyme qu’il fonde en 1890, acquise par le groupe Asprey en 1991 et fermée peu de temps après.
Les bijoux Boivin, notamment ceux de la période de l’entre-deux-guerres, créés par des femmes, ont un caractère audacieux et imposant et sont particulièrement recherchés par les collectionneurs.

## Historique

### Les débuts
Jules René Boivin (1864-1917) est né à Paris le 20 février 1864. À l'âge de 17 ans, il devient apprenti orfèvre dans l'entreprise d'orfèvrerie de son frère aîné Victor. Il suit également des cours de dessin.
À partir de 1890, Boivin achète plusieurs ateliers parmi lesquels celui de la maison Soufflot, il enregistre sa marque et, en 1893, acquiert toutes les machines et la main d'œuvre qualifiée dont il a besoin et installe son équipe de montage au 38 rue de Turbigo. Cette même année, il épouse Jeanne Poiret (1871-1959), sœur du couturier Paul Poiret et de Nicole Poiret qui épousera par la suite André Groult, avec laquelle il aura trois enfants : Pierre, Suzanne et Germaine. 
Au début, il est fabricant pour des maisons de joaillerie de renom telles que Mellerio dits Meller ou Boucheron. Sa clientèle privée se développe. En 1900, son succès l'oblige à s'installer dans de nouveaux locaux au 27 rue des Pyramides.
Sa mort prématurée à l'âge de 53 ans en 1917, suivie de celle de son fils unique Pierre, aurait pu signifier la fin de la Maison Boivin.

### La relève au féminin

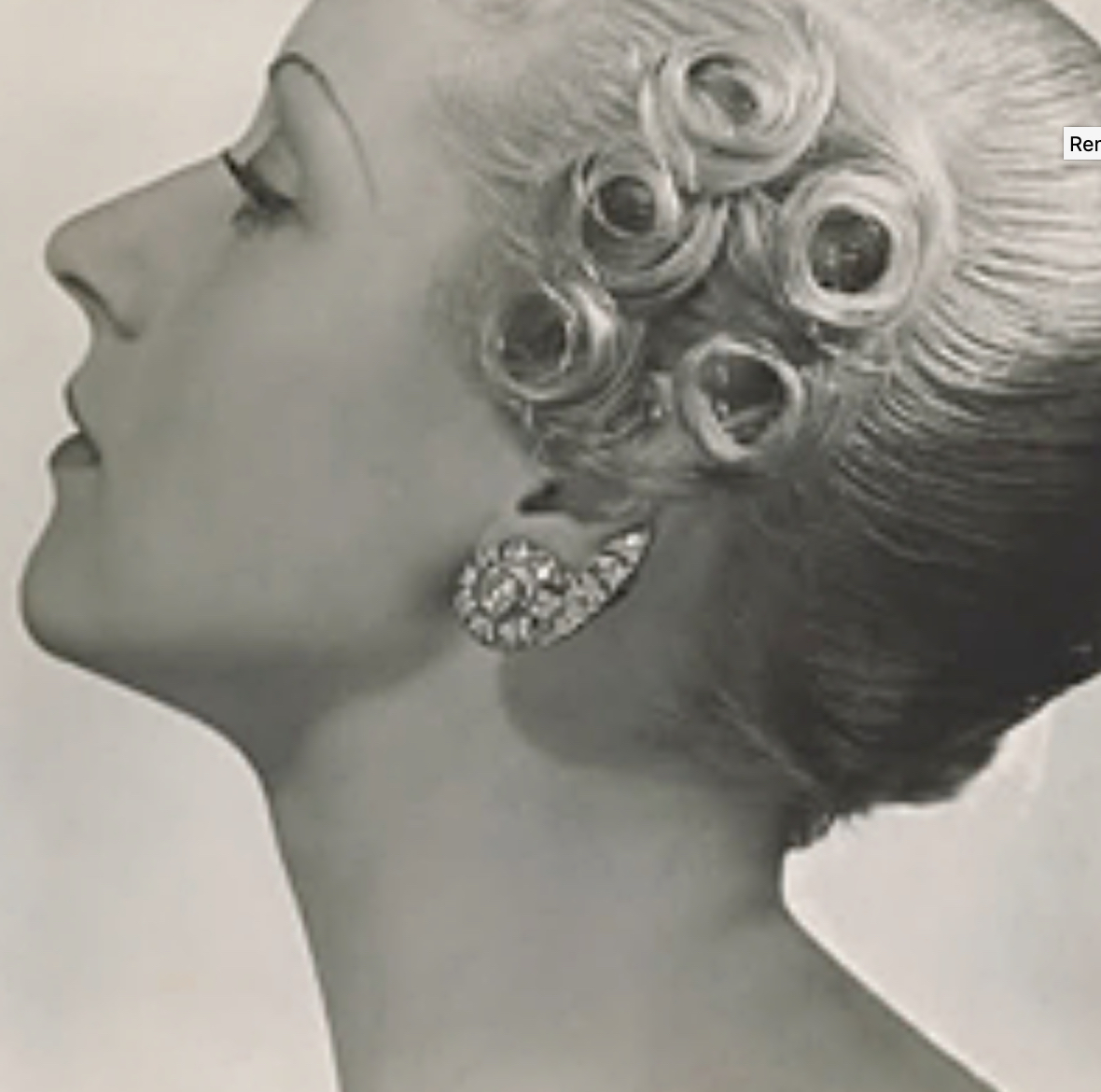
Bijoux René Boivin, Vogue - mars 1934.

Jeanne Boivin reprend la direction de la maison, elle commence par exécuter les commandes en cours et perpétue le style des bijoux créés par son mari avec lequel, elle avait collaboré.
À partir des années 1920, son goût personnel s'affirme ; elle embauche une jeune dessinatrice  Suzanne Belperron  diplômée de l’école des Beaux-Arts et premier prix du concours des Arts Décoratifs ; cette dernière conçoit plusieurs des créations emblématiques de l'entreprise et permet à la Maison Boivin de prendre un nouvel essor, renouvelé par Juliette Moutard qui travaille pour Madame Boivin et pour sa fille Germaine (qui, après une carrière de designer chez son oncle Paul Poiret), rejoint l'entreprise familiale en 1938.
Madame René Boivin avait ses propres idées sur ce qui constituait un bon bijou, indifférente aux modes de l'époque, elle privilégie les pièces audacieuses et volumineuses serties de grandes pierres précieuses et de pierres dures de couleur, utilise des textures et des formes sculpturales et crée des bijoux originaux et imposants. Elle aime par exemple, les bagues volumineuses et détourne la chevalière masculine de l’époque en version féminine. C'était des bijoux sculpture pour des femmes modernes. 
En 1931, l'entreprise  emménage dans de nouveaux locaux au 4 avenue de l'Opéra tout en restant un salon privé connu uniquement sur recommandation. Le succès ne cesse de croître et séduit un cercle de plus en plus large de clients fortunés qui apprécient le caractère unique d'un bijou Boivin. 
Madame Boivin prend sa retraite en 1954 et meurt en décembre 1959, laissant l'entreprise  à sa fille Germaine qui continue à la diriger selon les principes de sa mère jusqu'en 1976. En 1970 une autre dessinatrice, Marie-Caroline de Brosses est engagée par Louis Girard, le gérant, et restera dans la maison jusqu'en 1991. 
En 1976, Germaine est prête à se retirer ; son fils Eric Simon-Sonrel, devenu décorateur en chef dans le cinéma sous le nom d'Eric Simon, comme sa belle-fille Sylvie, son épouse, antiquaire décoratrice au Louvre des Antiquaires et dans le Carré des Antiquaires, mènent tous les deux des carrières artistiques où ils connaissent le succès et n'envisagent pas de reprendre la maison Boivin. C'est la raison pour laquelle elle propose à Jacques Bernard, joaillier formé chez Cartier qu'elle avait personnellement recruté en 1964 et qui avait progressivement pris la direction technique des ateliers de reprendre la maison René Boivin. Le travail de Jacques Bernard continue à respecter les hauts niveaux de savoir-faire et la tradition Boivin, et elle a eu le temps, avec Juliette Moutard, de former une nouvelle jeune styliste en la personne de Marie-Caroline de Brosses. Louis Girard, entré au service de Jeanne Boivin plus d'un demi-siècle plus tôt va continuer à gérer la joaillerie pendant quelques années.  
En 1991, l'entreprise est vendue au groupe Asprey et ses activités cessent peu après.

## Style
Les créations avant-gardistes, atypiques et novatrices de Boivin vont à l'encontre des proportions délicates de l'Art nouveau de l'époque au profit de gros bijoux inspirés du Moyen-Orient ou de l'Asie.
Leurs champs d’inspirations sont variés allant des coquillages et sujets marins pour Jeanne Boivin aux sujets animaliers et floraux pour Juliette Moutard et d’inspirations fantastiques ou chimériques pour Germaine Boivin. 
Les matières sont également originales ; elles emploient des matériaux nouveaux en joaillerie tels que le bois, le cristal de roche, l’agate associés à des pierres précieuses (rubis, saphir) ou semi-précieuses comme la citrine, l'aigue-marine, la topaze, l'améthyste ou le lapis qui par leur couleur donnent vie à une sculpture portable,.
Le statut de la maison Boivin est celui de joaillier des personnalités de la mode, de l'art et du monde académique, dont Edgar Degas, Jean Hugo, Cole Porter, Sigmund Freud, Cecil Beaton, Claudette Colbert et  Pierre Bergé. Un esprit d'avant-garde unique a attiré ces clients.
La plupart des bijoux Boivin ont été commandés comme pièces uniques et n'ont presque jamais été signés. Madame Boivin les considérait suffisamment distinctifs. Ils sont tout aussi singuliers aujourd'hui qu'ils l'étaient en leur temps et hautement désirables ; les connaisseurs et collectionneurs s'en séparent rarement,.

### Note
1. ↑   Les sources sont divergentes : les sources françaises mentionnent Louis Girard, alors que les sources en anglais parlent de Jacques Bernard. Girard était gérant, Bernard a également été gérant, mais c'est lui qui est devenu propriétaire.